# 叉尾妍蜂鸟
叉尾妍蜂鸟（学名：Thalurania furcata），是雨燕目蜂鸟科的一种鸟类。其种加词“furcata”意为“叉状的”。
叉尾妍蜂鸟体重约4.19克，翼长约54.6毫米，嘴峰长约24毫米，喙宽度约2.2毫米，喙厚度约2毫米，跗蹠长约4.8毫米，尾长约37.8毫米。叉尾妍蜂鸟在其分布区内为留鸟，其栖息在密集的高大树木组成的森林中，食性为草食性，主要食物来源是植物的花蜜。

## 亚种
- ：分布于委内瑞拉东北部帕里亚半岛和库马纳。
- ：分布于委内瑞拉极东地区、圭亚那和巴西东北部的亚马逊河以北地区。
- ：分布于委内瑞拉东部，邻近的圭亚那极西部和巴西东北部。
- ：分布于委内瑞拉亚马逊州奥里诺科河上游。
- ：分布于哥伦比亚东南部至委内瑞拉极南部和巴西西北部。
- ：分布于安第斯山脉东坡和哥伦比亚东部至秘鲁东北部。
- ：分布于秘鲁东部和邻近的巴西。
- ：分布于亚马逊河以南的秘鲁东部和巴西极西部。
- ：分布于亚马逊以南的巴西中北部。
- ：分布于巴西亚马逊河下游地区。
- ：分布于秘鲁东南部和玻利维亚东北部的安第斯山脉山麓和邻近的低地。
- ：分布于巴西东北部和中部至玻利维亚东南部和阿根廷北部。
- ：分布于巴西东南部，邻近的巴拉圭和阿根廷东北部米西奥内斯省[4]。